# 2001年澳門立法會選舉
澳門特別行政區第二屆立法會選舉於2001年9月23日舉行（第一屆除原陳繼杰之議席由容永恩頂上外，全體議員皆順利由澳葡立法會過渡），以直接選舉方式10位議員，以社團間選選出10名議員。其餘七名由行政長官在收到選舉總結算十五天內委任。全體議員於當年10月15日宣誓就職。

## 基本資料

### 提名
參與直選須有最少四名，最多十名候選人，由最少三百，最多五百名選民簽名支持。
參與間接選舉，與須有該界別四分之一社團提名。

### 選舉方式
不論是直接或間接選舉，都採用「改良」漢狄法（比例代表制一種），即一組別取得票數除一予第一候選人，除二予第二候選人，除四（而非一般漢狄法的除三）予第三候選人，以幾何級數除之分配予同組各候選人。此法首次應用在1992年選舉中。
選舉以澳門特區為單一選區。

### 選舉宣傳
選舉宣傳期由9月8日起至9月21日止。9月22日為冷靜期。

## 參選情況

### 選民
當年自然人選民人數有159813人（當中投票有投票選民為83644人，佔52.34%）；法人選民人數有625人，有權投票的選民為3415名，有投票選民為2224名，佔65.12%。

### 直選參選組別
有十五個直選組別向當局提交提名，分別為：
土生葡人
1. 根在澳門
2. 新希望（另含公務員）

自由開放陣營
1. 中層人士同盟
2. 職工同盟
3. 澳門民主民生協進會
4. 民權協進會
5. 民主新澳門
6. 親民協會

傳統陣營
1. 群力促進會
2. 同心協進會
3. 娛職聯誼會

商人陣營
1. 繁榮澳門同盟
2. 浩然朝陽促進會
3. 社會經濟改革促進會
4. 旅遊娛樂文化促進會

### 間選議席分配及候選／當選人
共十席，當中四席分配予「僱主利益」，「勞工」、「專業」、「慈善、文化、教育及體育利益」（俗稱慈文教體）各得兩席。
各組別從未出現多於一個提名委員會（組別），亦未出現過差額選舉，故候選人都篤定當選。
勞工：劉焯華、唐志堅
僱主：曹其真、許世元、鄭志強、高開賢
專業：歐安利、崔世昌
慈善、文化、教育、體育：馮志強、陳澤武

### 直選結果
| 組別編號 | 組別名稱           | 得票  | 佔有效票百分比 |
| -------- | ------------------ | ----- | -------------- |
| 1        | 根在澳門           | 1569  | 1.94           |
| 2        | 親民協會           | 2216  | 2.74           |
| 3        | 新希望             | 4551  | 5.62           |
| 4        | 中層人士同盟       | 877   | 1.08           |
| 5        | 民主新澳門         | 16961 | 20.95          |
| 6        | 娛職聯誼會         | 5170  | 6.38           |
| 7        | 民權協進會         | 237   | 0.29           |
| 8        | 旅遊娛樂文化促進會 | 2360  | 2.91           |
| 9        | 職工同盟           | 700   | 0.86           |
| 10       | 澳門民主民生協進會 | 1250  | 1.54           |
| 11       | 浩然朝陽促進會     | 850   | 1.05           |
| 12       | 同心協進會         | 12990 | 16.04          |
| 13       | 繁榮澳門同盟       | 10016 | 12.37          |
| 14       | 群力促進會         | 11276 | 13.92          |
| 15       | 社會經濟改革促進會 | 9955  | 12.29          |

共十席：吳國昌、區錦新、鄭康樂、關翠杏、梁玉華、周錦輝、方永強、梁慶庭、容永恩、張立群當選（粗體字為連任）。
以政治屬性計算，
- 土生葡人 7.56%
- 自由開放陣營（民主派） 27.46%
- 傳統愛國陣營 36.34%
- 親中商人陣營 28.62%

## 餘波
2007年5月10日，初級法院對一宗賄選案作一審宣判，兩名被告均被裁定不當扣留證件罪名成立，判處兩年徒刑，緩刑3年，罰款1萬元。但兩人均否認有人在背後操控。

## 參看
- 中华人民共和国政治
- 澳門政治
- 1996年澳門立法會選舉
- 2005年澳門立法會選舉

## 外部連結
- 澳門基本法
- 2001年澳門特別行政區立法會選舉
- 2005年澳門特別行政區立法會選舉
- 澳門特別行政區立法會（页面存档备份，存于）

| 上一屆： 1996年 1999年（補選） | 澳門立法會選舉 2001年 | 下一屆： 2005年 |